# Ignatius Moussa I. Daoud

Wappen von Ignatius Moussa I. Kardinal Daoud

Seine Seligkeit Mar Ignatius Moussa I. Kardinal Daoud (* als Basile Moses Daoud am 18. September 1930 in Meskané, Syrien; † 7. April 2012 in Rom) war Patriarch der syrisch-katholischen Kirche von Antiochien und später Kurienkardinal.

## Leben
Basil Moussa Daoud wurde 1930 als eines von sechs Kindern in Meskané, einem Dorf bei Homs in Syrien geboren. Er studierte ab 1941 Katholische Theologie und Philosophie im St.-Ephrem-St.-Benoît-Seminar der französischen Benediktiner in Jerusalem, später nach dessen Verlegung von 1949 bis 1955 im Konvent von Charfet (Šarfeh), Libanon. Am 17. Oktober 1954 empfing er durch den Patriarchen Ignatius Gabriel I. Kardinal Tappouni in der St.-Georgs-Kathedrale in Beirut die Priesterweihe. Von den sieben an diesem Tag geweihten Priestern wurden später fünf Bischöfe.
Daoud kehrte 1955 in seine Heimateparchie Homs zurück und war in verschiedenen Funktionen tätig, unter anderem war er Gemeindepfarrer, Lehrer, Schuldirektor und Sekretär des Erzbischofs und schließlich Generalvikar der Erzeparchie Homs. Ab 1962 studierte Daoud Kanonisches Recht an der Päpstlichen Lateranuniversität in Rom, was er mit dem Lizenziat in Kanonischem Recht abschloss. 1970 wurde er von Patriarch Mar Ignatius Antoine II. Hayek zum Generalsekretär ernannt.
Im Juli 1977 wurde er von der Patriarchalsynode zum syrisch-katholischen Bischof von Kairo gewählt und empfing am 18. September desselben Jahres von Patriarch Ignatius Antoine II. Hayek die Bischofsweihe; Mitkonsekratoren waren der Weihbischof des Patriarchen, Erzbischof Flavien Zacharie Melki, und der Bischof seiner Heimateparchie Homs, Joseph Jacob Abiad. Im Oktober 1977 wurde er in der St.-Katharinenkirche in Kairo inthronisiert. Er war Berater, später Mitglied der Kommission für die Revision des Codex der katholischen Ostkirchen (CCEO) und zuständig für die Übersetzungen in die arabische Sprache.
1994 wurde er durch die Patriarchalsynode auf den Bischofssitz Homs, Hama und Nabk in Syrien, seiner Heimateparchie, transferiert und 1998 von der Synode als Mar Ignatius Moussa I. zum Patriarchen der syrisch-katholischen Kirche mit Sitz in Beirut gewählt.
Im Jahre 2000 berief ihn Papst Johannes Paul II. zum Präfekten der Kongregation für die Ostkirchen und damit an die Spitze der für die katholischen orientalischen Kirchen zuständigen Kurienbehörde. Am 8. Januar 2001 trat er als Patriarch seiner Heimatkirche zurück und erhielt den persönlichen Titel „Patriarch“. Am 21. Februar 2001 erfolgte die Ernennung zum Kardinal. Zudem wurde er am 21. April 2005 zum Großkanzler des Päpstlichen Orientalischen Instituts bestellt.
Am 9. Juni 2007 nahm Papst Benedikt XVI. das Rücktrittsgesuch, das von Kardinal Daoud aus Altersgründen vorgebracht worden war, an. Er starb an den Folgen eines Schlaganfalls in der Gemelli-Klinik in Rom. Sein Leichnam wurde nach Beirut übergeführt, die Begräbnisfeier fand am 13. April 2012 in der syrisch-katholischen Kathedrale statt, die Beisetzung in der Patriarchengrablege des Klosters Charfet (Šarfeh).

## Mitgliedschaften in der römischen Kurie
- Kongregation für die Glaubenslehre (seit 2001)[5]
- Kongregation für die Selig- und Heiligsprechungsprozesse (seit 2002)[6]
- Päpstlicher Rat zur Förderung der Einheit der Christen (seit 2001)[7]
- Päpstlicher Rat für die Gesetzestexte (seit 2001)[8]